# Henry Osborne Havemeyer
 (juin 2010).
Si vous disposez d'ouvrages ou d'articles de référence ou si vous connaissez des sites web de qualité traitant du thème abordé ici, merci de compléter l'article en donnant les références utiles à sa vérifiabilité et en les liant à la section « Notes et références ».
Pour les articles homonymes, voir Havemeyer.

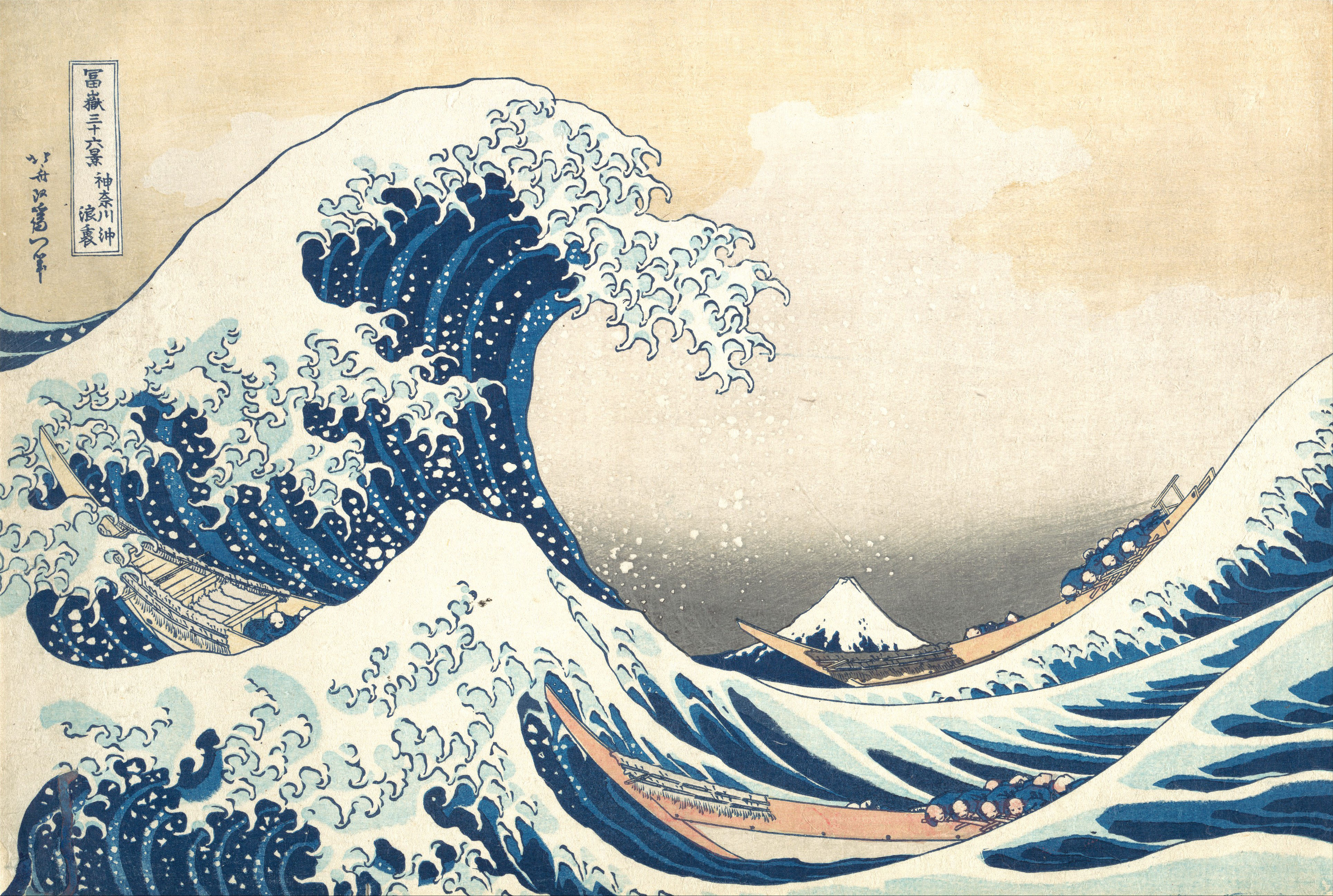
Sous la Vague, au large de Kanagawa, de Hokusai : legs de Mme Louisine Havemeyer au Metropolitan Museum en 1929

Henry Osborne Havemeyer, né le 18 octobre 1847 à New York et mort le 4 décembre 1907 à Commack, fut un entrepreneur américain qui fonda la société American Sugar Refining Company en 1891. Après avoir été nommé vice-président de la société, il en devint plus tard le président. 

Il est connu également pour les collections d'œuvres d'art qu'il rassembla avec sa femme Louisine, et dont elle légua une part importante au Metropolitan Museum (La Vague d'Hokusai, et de nombreux tableaux des Impressionnistes)

## Biographie
Henry Havemeyer, né dans la ville de New York, hérita de son père William Havemeyer d'entreprises de raffinage du sucre, et les développa avec l'aide de son frère, Théodore Havemeyer. À sa mort, ses différentes sociétés contrôlaient le raffinage du sucre aux États-Unis.
Après trois ans (de 1865 à 1868) de formation dans l'affaire de raffinage de sucre Havemeyer, à Williamsburg, Brooklin, il devint associé dans la société Havemeyer and Elders, acquérant une influence prépondérante au travers de son étude de la production et de l'état du marché[réf. nécessaire].
Après la création de l'American Sugar Refining Company en 1891, la valeur boursière de la société passa de 50 000 000 à 75 000 000 US dollars, et il décida de l'acquisition de la moitié du capital de la Spreckels Sugar Company, donnant ainsi à sa société le contrôle du sucre de Hawaï et des marchés à l'ouest du Mississippi.
Il devint président de l'American Coffee Company[réf. nécessaire].
En 1897, Havemeyer fut arrêté et inculpé d'outrage à la Cour pour avoir refusé de répondre aux questions que lui posait une commission d'enquête du Sénat, mais il fut acquitté[réf. nécessaire].
Havemeyer est en général considéré comme un capitaine d'industrie peu scrupuleux comme le XIXe siècle en a beaucoup connus. La manière dont il acquit sa fortune explique que ni lui ni sa femme ne furent jamais nommés curateurs du Metropolitan Museum[réf. nécessaire] de New York, en dépit des dons considérables d'œuvres de Édouard Manet, Louis Comfort Tiffany, et Gilbert Stuart.
Une descente de police à Brooklyn[réf. nécessaire], dans l'usine de Henry Havemeyer, à l'initiative du Trésor américain, montra que les balances étaient truquées, et que la société avait substantiellement minoré les droits de douane à l'importation[réf. nécessaire]. Le scandale public qui en résulta contribua peut-être à la mort soudaine de Henry Havemeyer[réf. nécessaire].
Sa femme Louisine et sa fille Electra partirent pour l'Europe pour
fuir la mise à l'index dont elles étaient victimes.

## Collections d'art

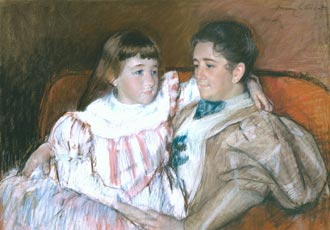
Mary Cassatt : Portrait de Louisine Havemeyer avec sa fille Electra

Les premières acquisitions d'objets d'art effectuées par Henry Havemeyer furent faites à Philadelphie, où il acheta des statuettes d'ivoire sculptées, des boîtes de laque japonaises, de la soie, des brocarts, des gardes d'épée, des paravents et des peintures japonaises. Ses achats étaient impulsifs, nombreux, et profondément personnels ; il achetait d'ailleurs avec la conviction que ses acquisitions ne pouvaient manquer de prendre de la valeur avec le temps.

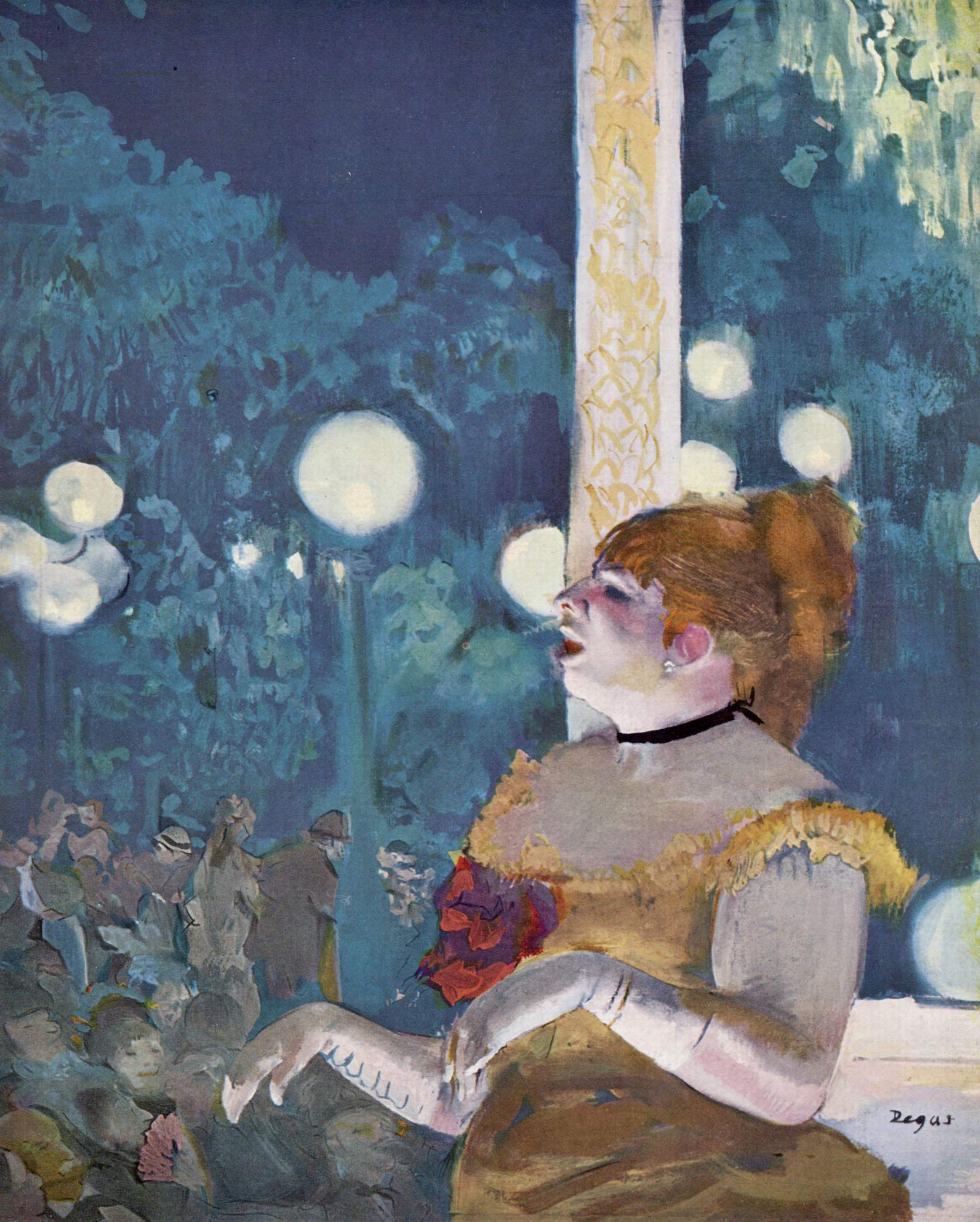
Edgar Degas : Portrait d'Emma Valladon (Collection Henry Havemeyer Jr)

Henry Havemeyer divorça de sa première épouse Mary Louise Elder, et se remaria avec la nièce de celle-ci, Louisine Elder en 1883. Henry et Louisine avaient le goût des objets d'art, et ils se complétaient l'un l'autre, s'accordant sur les objets qui entraient dans leur collection.

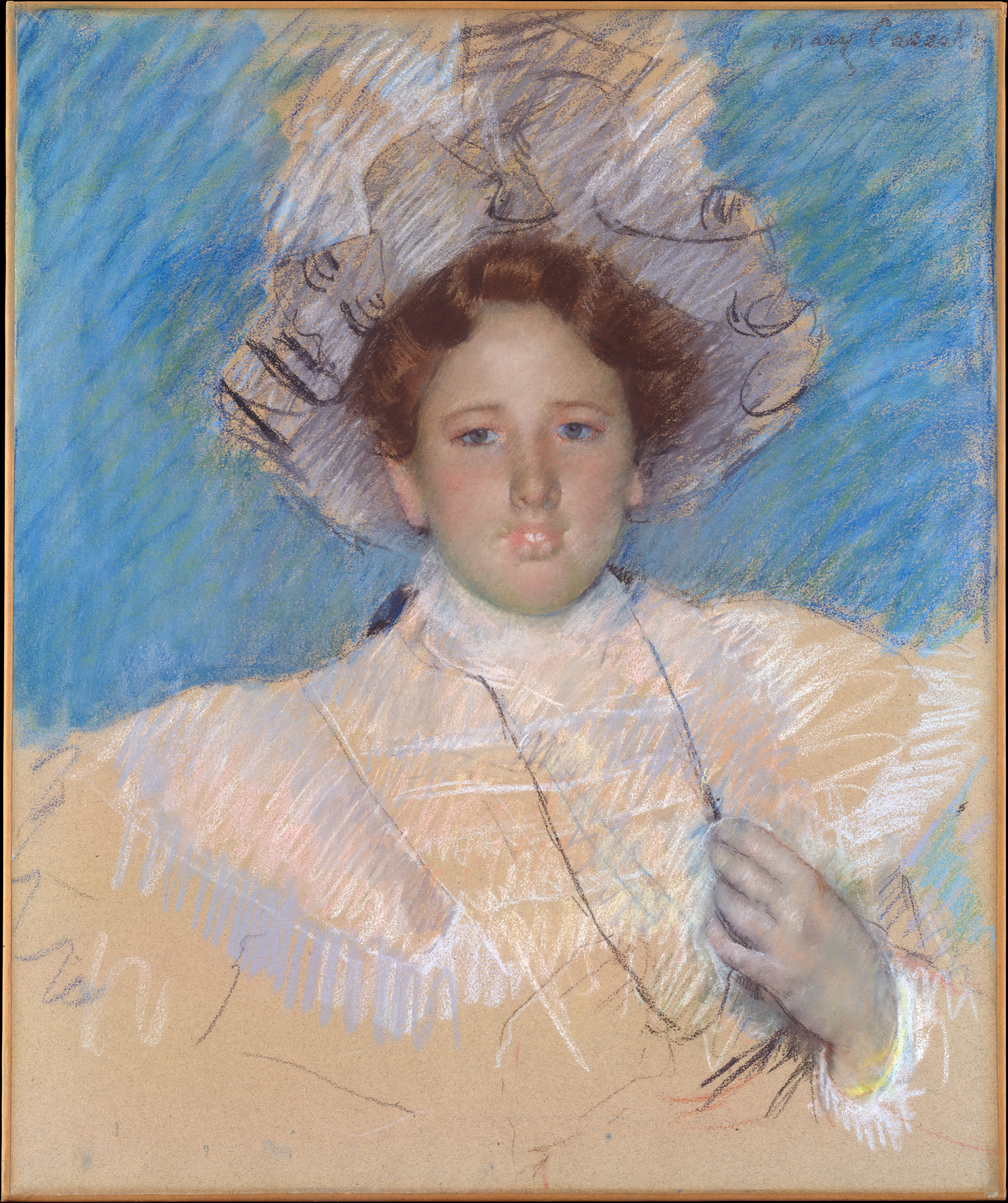
Adaline Havemeyer, pastel de Mary Cassatt (1898)

Louisine était attirée par les œuvres modernes de peintres européens, y compris les Impressionnistes, peu appréciés à l'époque. Elle fut particulièrement influencée par son amie intime, Mary Cassatt, qui l'encouragea à acheter des œuvres de Edgar Degas Claude Monet et notamment Le Matador saluant, premier grand format d'Édouard Manet. Louisine effectua 33 voyages transatlantiques, rapportant à chaque fois de grandes œuvres d'art.
Les Havemeyer avaient trois enfants : Adaline (née en 1884), Horace (né en 1886), et Electra (née en 1888). Les enfants Havemeyer étaient tous collectionneurs, mais ce fut  Electra Havemeyer Webb qui fonda un musée pour y présenter ses collections.
Louisine légua une vingtaine d'œuvres au Metropolitan Museum of Art, et ses enfants laissèrent toute liberté aux conservateurs du musée. Lorsque ceux-ci eurent fait l'inventaire des biens des Havemeyer, 1 967 œuvres d'art entrèrent dans les collections du Metropolitan Museum.
La collection des Havemeyer est surtout remarquable par l'importance des impressionnistes. Quelques œuvres d'art choisies de la collection Havemeyer sont exposées au Shelburne Museum, fondé par Electra Havemeyer Webb en 1947.

## Sources